# Comestible de cannabis

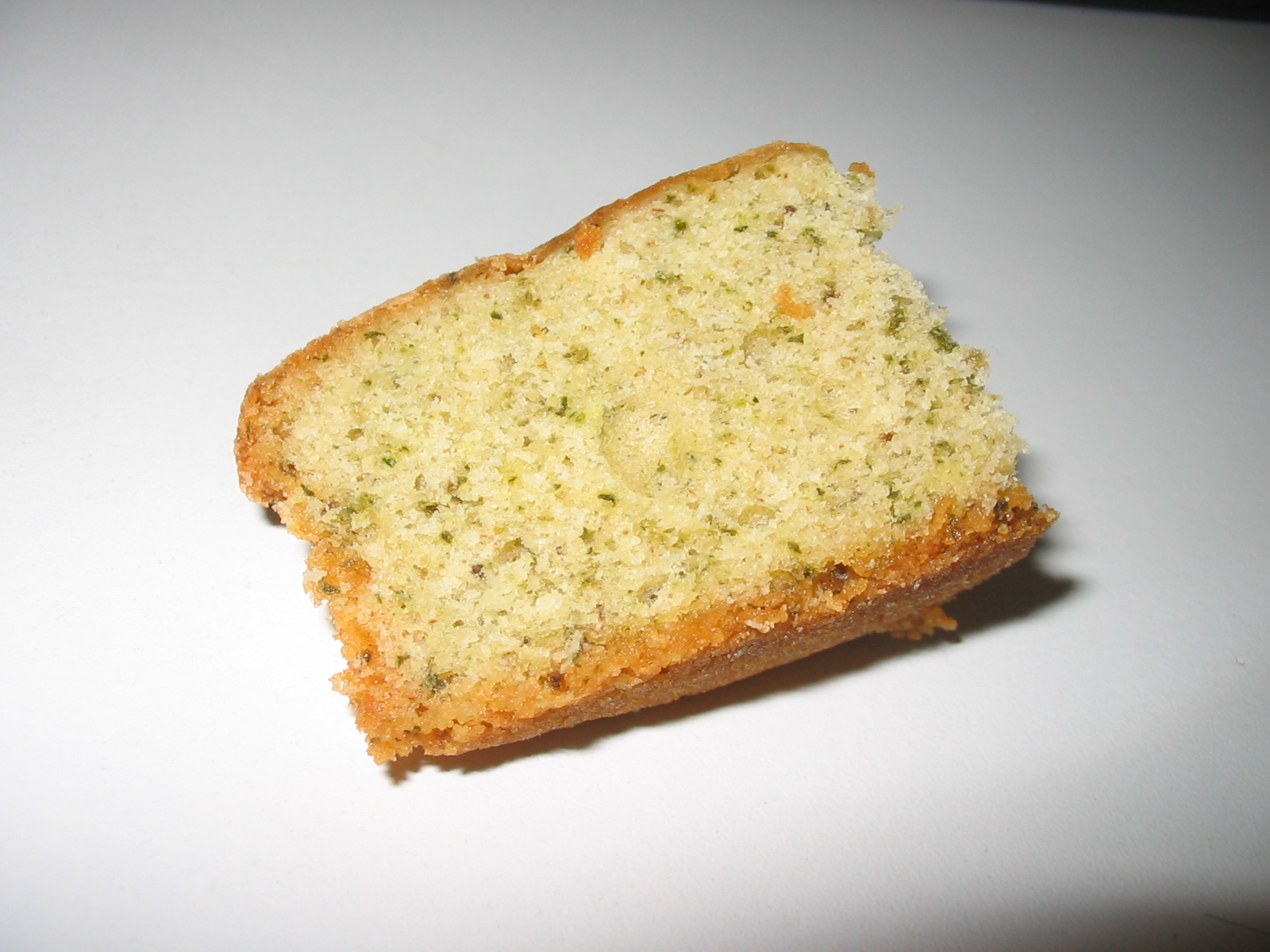
Rebanada de bizcocho espacial.

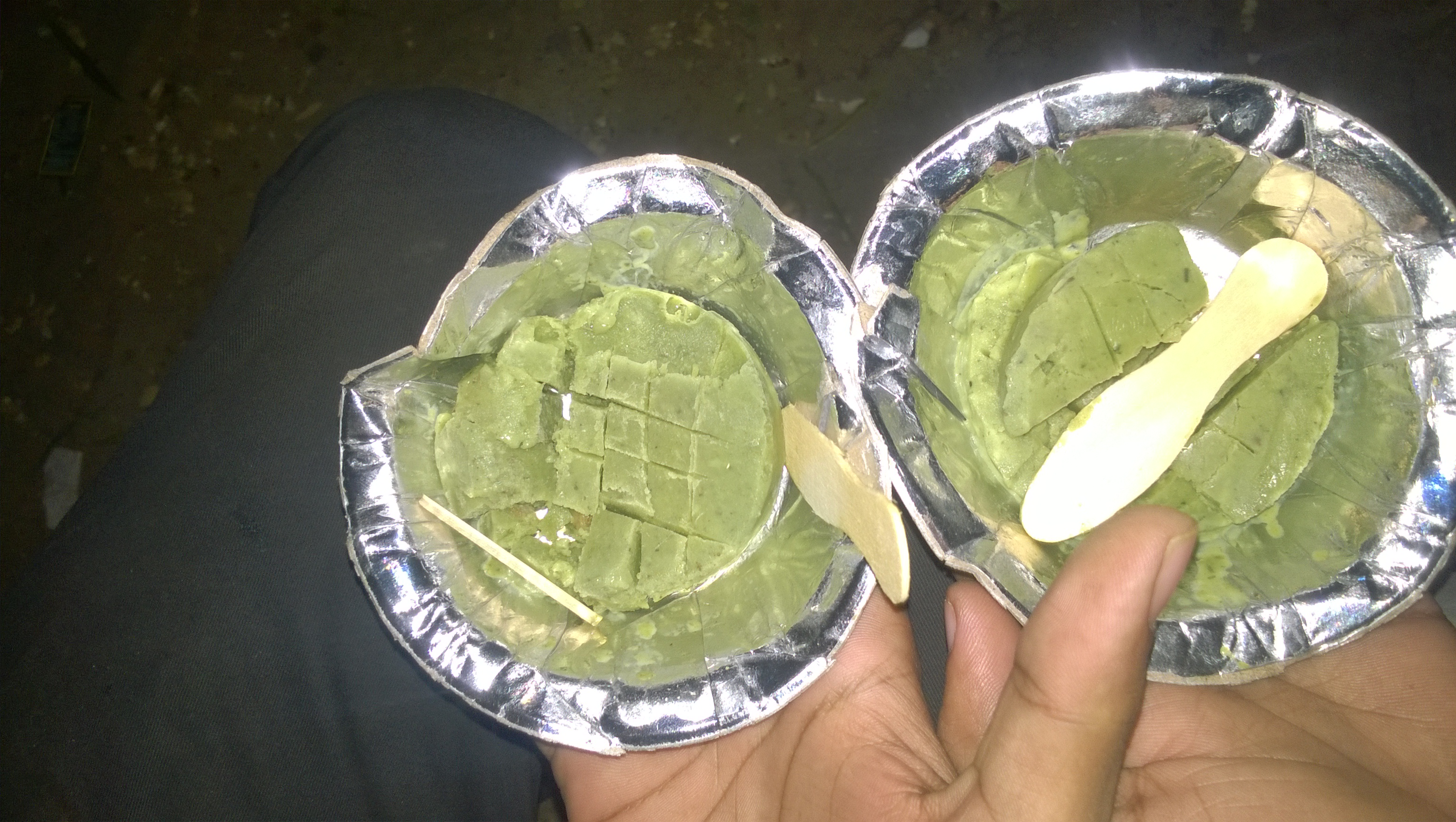
Helado de marihuana.

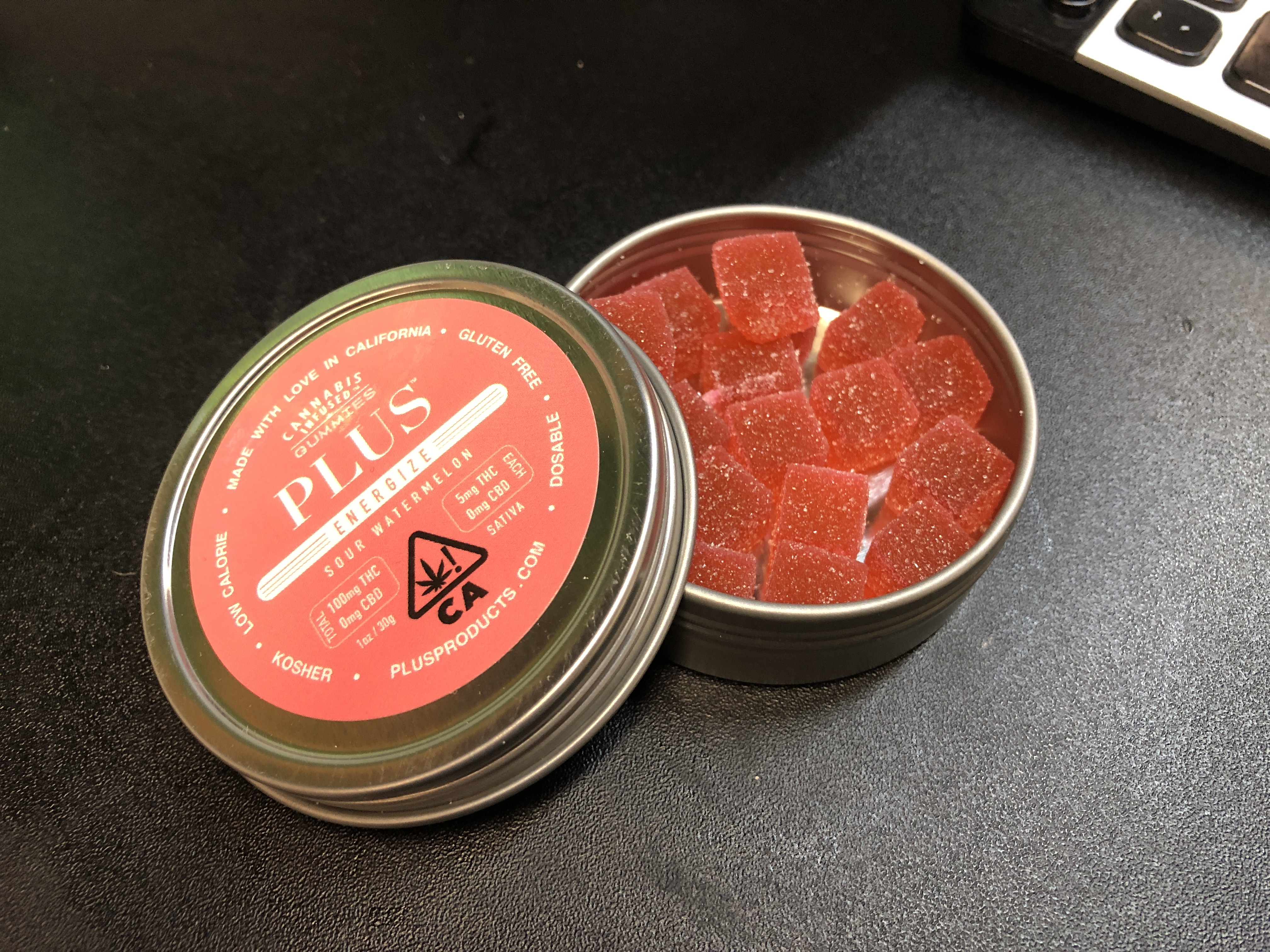
Gomitas de cannabis.

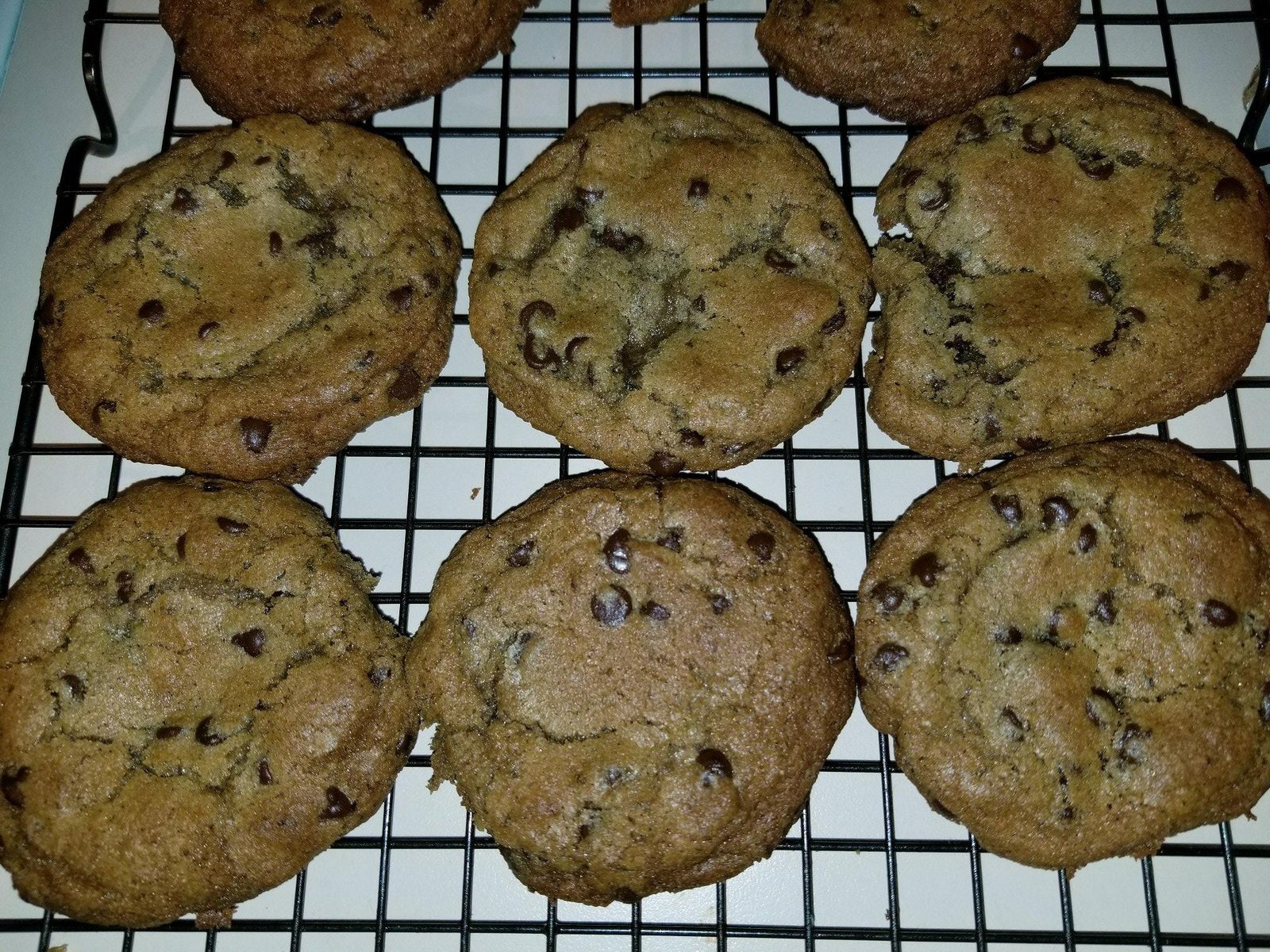
Galletas de cannabis.

Las comidas y bebidas de cannabis, también llamadas comestibles de cannabis (del inglés, cannabis edibles), son comidas y bebidas hechas con cannabis o alguno de sus derivados. Algunos ingredientes de cannabis son la mantequilla de Marrakesh, o la tintura de cannabis; Algunas preparaciones culinarias de cannabis son los space cakes («pasteles espaciales») o el majún. Algunas bebidas de cannabis son el té de cannabis o el bhang.
Para hacer sentir los efectos psicotrópicos del tetrahidrocannabinol (o THC), que solo es soluble en lípidos y alcohol, el cannabis debe ser cocinado junto con algún alimento que los contenga, antes de ser mezclado en pasteles, galletas o bebidas. Durante la preparación es necesario que el cannabis se caliente lo suficiente para causar la descarboxilación de su cannabinoide más abundante, el ácido tetrahidrocannabinólico (ATHC), en THC psicoactivo y en 11-OH-THC que no se obtiene cuando se fuma el cannabis.

## Historia

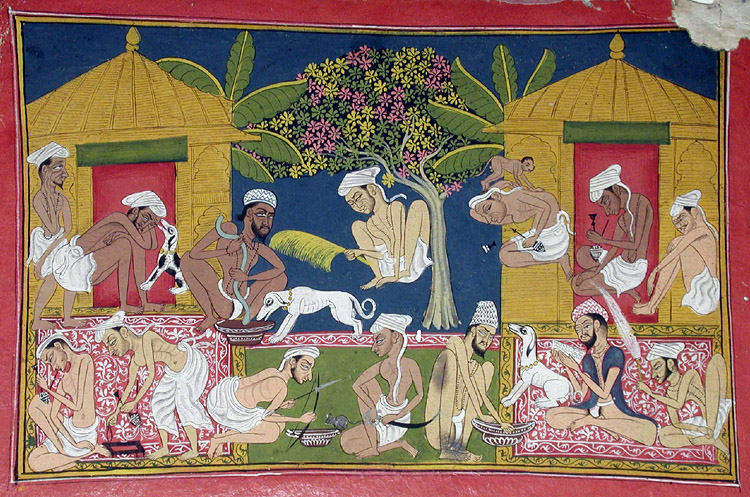
Dibujo donde se muestra a religiosos hindúes tomar bhang (~1790).

Los primeros registros de comestibles de cannabis provienen del subcontinente indio, donde sus pobladores han preparado alimentos y bebidas con bhang durante milenios, tanto con fines espirituales como medicinales. La solubilidad en aceite de los extractos de cannabis era bien conocida por los antiguos indios, ya que existen antiguas recetas sánscritas en las que se requiere cocinar el cannabis en ghee antes de mezclarlo con otros ingredientes.
El bhang ha sido utilizado por grupos hindúes en alimentos y bebidas desde, por lo menos, el siglo XI a. C. El bhang se elabora y consume tradicionalmente durante el Holi, un festival primaveral hindú.
El interés moderno por los alimentos con cannabis se atribuye a la publicación de The Alice B. Toklas Cook Book («Libro de cocina de Alice B. Toklas»), de 1954. En él, Toklas incluyó una receta llamada Haschich fudge («dulce de hachís»), que fue aportada por el artista y amigo suyo Brion Gysin. Aunque se omitió en las primeras ediciones estadounidenses, Toklas y su postre (conocido popularmente como «brownie de Alice Toklas») se convirtieron en sinónimos de cannabis durante la creciente contracultura de los años sesenta.
En algunos estados de EE. UU. que han legalizado el cannabis, los comestibles de cannabis se han convertido en un negocio importante, junto con el cannabis para fumar. 
Los comestibles de cannabis pueden ser peligrosos si llegan a ser ingeridos por niños, mascotas y consumidores de cannabis sin experiencia, ya que fácilmente pueden consumir una dosis excesiva sin ser conscientes. Además, las llamadas al control de intoxicaciones han aumentado dramáticamente desde 2008 debido a la ingestión de comestibles por perros. En Canadá, los comestibles de cannabis son legales desde 2019, pero las restricciones regulatorias y el interés reducido del consumidor pueden inhibir la innovación.

## Comestibles de cannabis

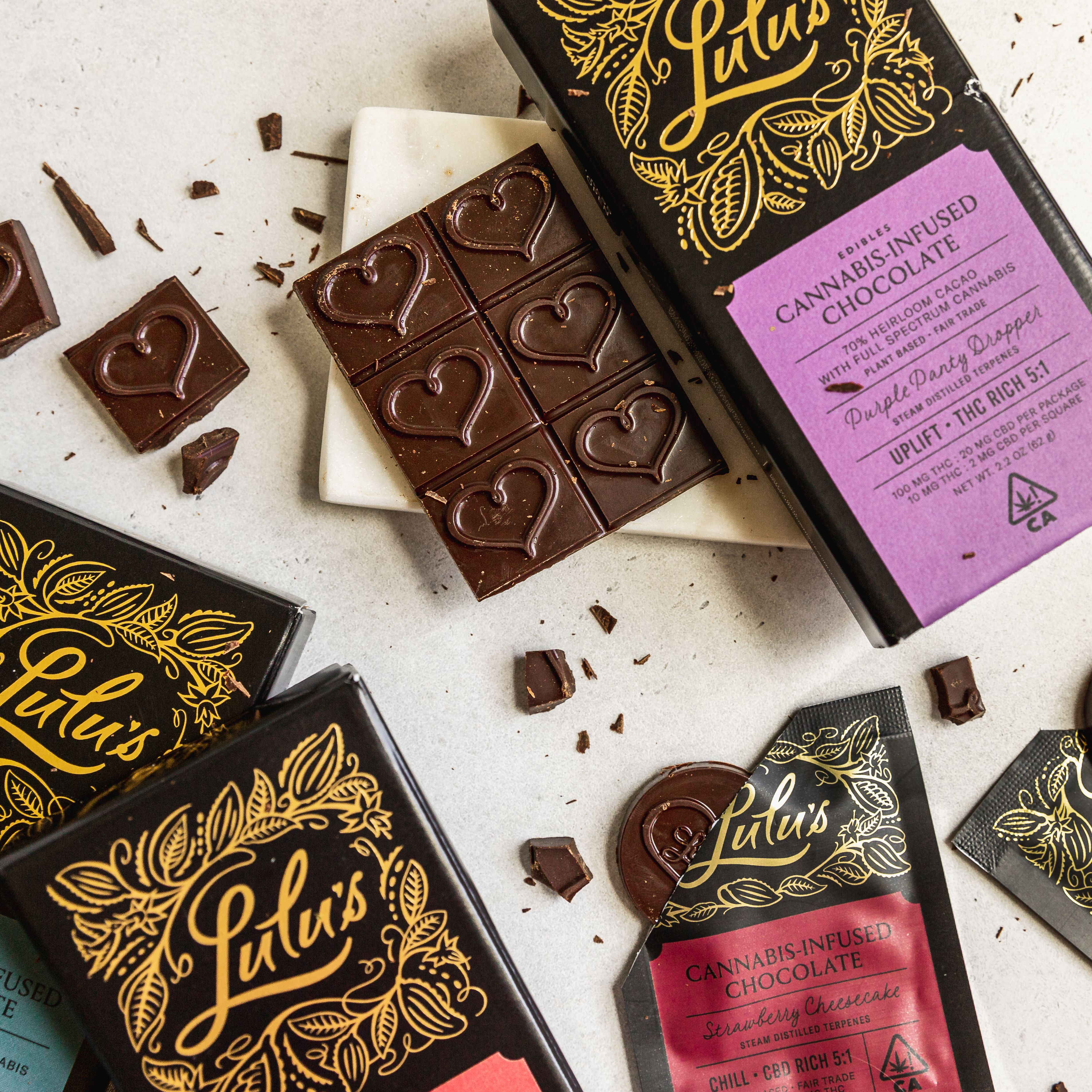
Chocolate de cannabis

### Pastelería de cannabis
Una forma común de comestible de cannabis son los pasteles, tartas, galletas, magdalenas, bizcochos y otros productos horneados, los denominados «pasteles espaciales» o space cakes. En este caso, la marihuana se suele mezclar con la materia grasa del pastel, bien sea mantequilla, manteca o aceite. También se puede usar hachís o kif.
A primera vista suele ser difícil distinguir entre un pastel normal y un pastel especial antes de su consumo. Aun así, los espaciales tienden a ser ligeramente verdes de color y a menudo emiten un ligero olor a cannabis.
Al probarlo, se puede notar un cierto y característico sabor a hierba (dependiendo de la cantidad usada). Por lo general, el sabor a hierba desagrada al paladar del consumidor, por lo que los productores de comestibles de cannabis tratan de enmascararlo con endulzantes, especiantes o afrutados.

### Majún y daguamasca
El Magreb es una zona donde la marihuana se produce de forma tradicional desde hace, por lo menos, un milenio. Mientras que en los países occidentales el cannabis se ha hecho popular en tiempos relativamente modernos, en el mundo árabe se consideraba un producto recreativo común, pues el Corán prohíbe explícitamente el alcohol pero no la marihuana. De los países árabes son originarios el hachís (حشيش ḥashīsh) y el kif (كيف kayf), y con ellos se producen el majún y la daguamasca, un tipo de pasta o mermelada densa y dulce con la que se hacen pastelitos.

### Té de cannabis
El té de cannabis se puede realizar infusionando partes de la planta en agua en ebullición o, mejor, disolviendo el cannabis en un producto graso (como leche o mantequilla), y agregándolo al agua. El cannabis en forma de té suele tener un efecto más suave, además de relajante y analgésico. También se puede combinar con otro té (té verde, té negro, etcétera) para hacerlo más estimulante, o con especias para aportarle sabor.

### Bhang, lassi y thandai

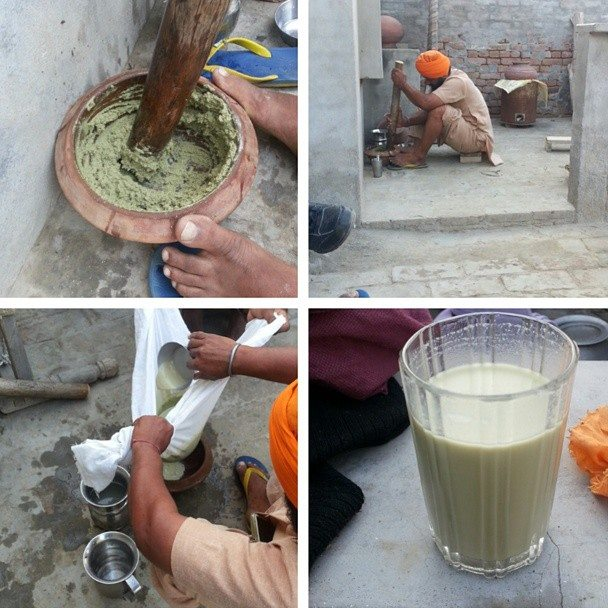
Preparación del bhang en Punyab, India.

En la cultura de India, existe una bebida llamada bhang, que tradicionalmente se prepara moliendo el cannabis en un mortero y disolviendola en leche con azúcar y aderezándola con especias como la yerba kusha. Se suele preparar para las épocas festivas como el Holi, celebración hindú en marzo. El bhang se sirve solo o mezclado con otras bebidas sin cannabis: Bhang ki thandai es bhang con thandai y Bhang ki lassi es bhang con lassi. También existe el bhang ki chutney en el norte de India.

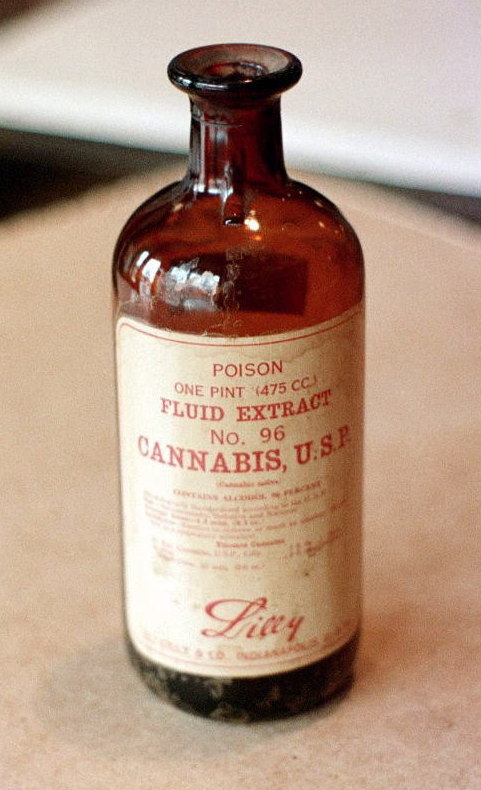
Tintura de cannabis de la marca Lilly.

### Tintura de cannabis
Se trata de un extracto contenido en aceite a temperatura ambiente. Generalmente, se aprovechan los tallos y las hojas de la planta de cannabis para realizar la tintura de cannabis, ya que contienen cannabinoides, pero no son deseables para fumar. Se le denomina Dragón Verde cuando se infusiona la marihuana en alcohol neutro (alcohol altamente concentrado que se ha rectificado, es decir, destilación repetida). 
Existe un licor aromatizado con cannabis llamado Creme de Grass, un juego de palabras entre el francés crème de graisse, «crema grasa», y el inglés grass, «hierba». Se puede agregar al café para hacer un carajillo.

### Aceite de cannabis

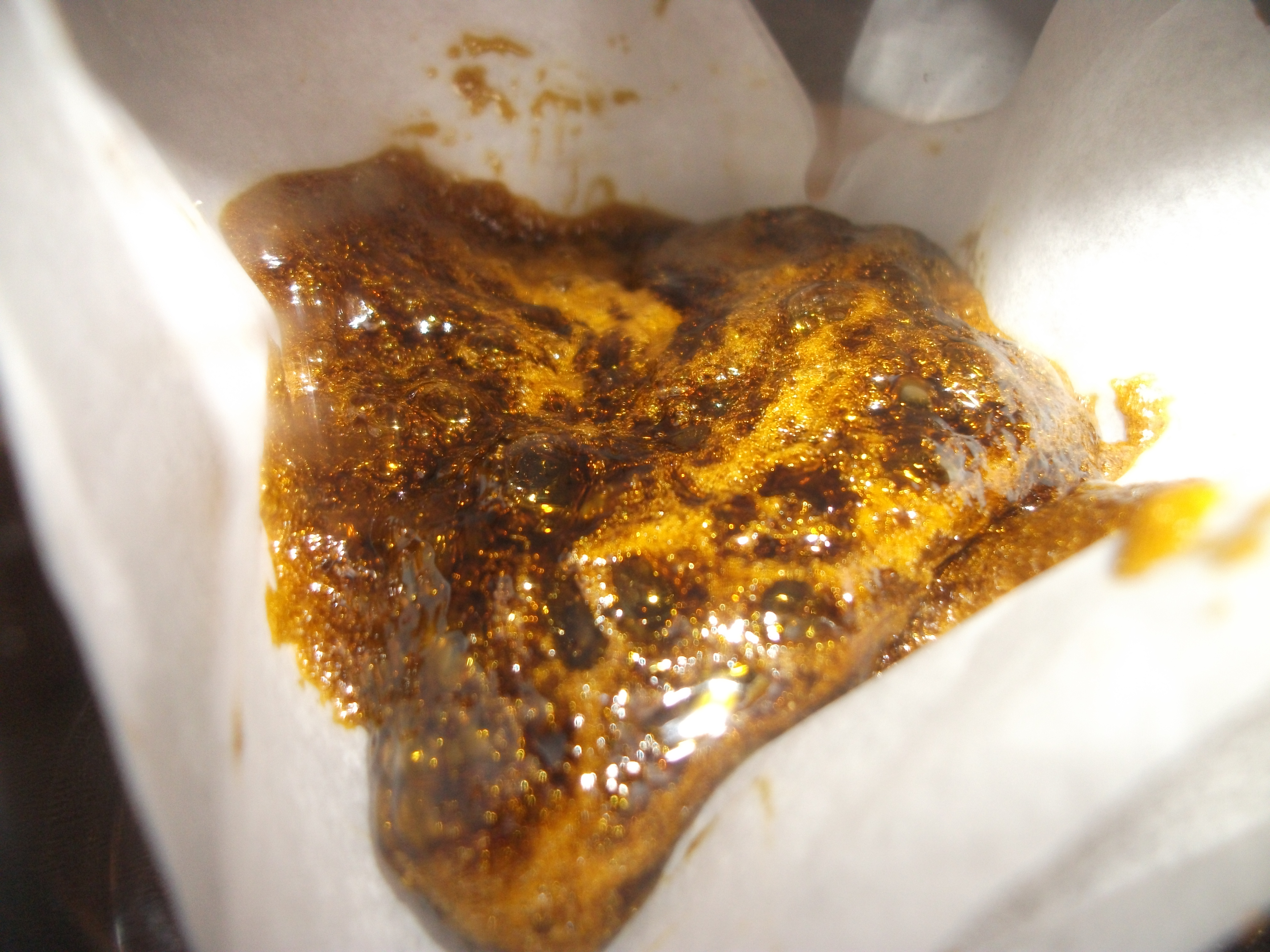
Aceite de cannabis.

El aceite de cannabis o aceite de hachís es un aceite vegetal en el que se han infusionado los cannabinoides de la planta. Para ello, se sumerge la planta y se eleva la temperatura del aceite. Los aceites de cannabis están disponibles para pacientes que han sido recetados con cannabis medicinal en una variedad de mezclas para diversas aplicaciones de cocina.

### Cápsulas
Una cápsula que contiene THC o CBD que no se vende como un producto farmacéutico regulado también se considera comestible y proporciona el mismo efecto que otras formas de cannabis ingerido.

## Bioquímica y efectos
Algunos autores y consumidores afirman que el consumo oral de cannabis, cuando está cocinado correctamente, es una forma más eficaz de absorber cannabinoides que fumarlo. Los efectos —la subida— tardan más en presentarse, pero son más duraderos y pueden ser más intensos. Esto debe ser tenido en cuenta por los consumidores noveles, ya que es fácil tener una mala experiencia por una dosificación excesiva, y esta es más duradera. El cannabis produce ATHC, un ácido adjuntado al grupo carboxílico. El ATHC no es especialmente psicoactivo, y solo se convierte en THC psicoactivo cuando se quita el grupo carboxílico del ATHC. El THC líquido y otros cannabinoides tienen un punto de ebullición de entre 180-200 °C (355-392 °F). Antes de convertirse en gases, el grupo carboxílico se suelta de la molécula como dióxido de carbono y vapor de agua cuando la temperatura llega a 106 °C (220 °F). En cuanto a cocinar productos psicoactivos para comer, algunas investigaciones indican que el método óptimo para maximizar las proporciones THC:ATHC es calentar el cannabis hasta una temperatura de 122 °C (251 °F) durante 27 minutos.
Cuando se consume el cannabis, el THC se absorbe en el hígado antes de entrar en el torrente sanguíneo y se producen altos niveles del metabolito 11-OH-THC, lo cual no ocurre cuando el cannabis es fumado. El 11-OH-THC es más potente que el THC y cruza la barrera hematoencefálica más fácilmente.